# Chlorotettix galbanatus
Chlorotettix galbanatus är en insektsart som beskrevs av Van Duzee 1892. Chlorotettix galbanatus ingår i släktet Chlorotettix och familjen dvärgstritar. Inga underarter finns listade i Catalogue of Life.